# Gornja Britvica
Gornja Britvica je naseljeno mjesto u gradu Širokom Brijegu, Federacija Bosne i Hercegovine, BiH. Nalazi se u župi Izbično.

## Stanovništvo

### 1991.
Nacionalni sastav stanovništva 1991. godine, bio je sljedeći:
ukupno: 238
- Hrvati - 238 (100%)

### 2013.
Nacionalni sastav stanovništva 2013. godine, bio je sljedeći:
ukupno: 58
- Hrvati - 58 (100%)

## Povijest
Prvi dokumenti o Gornoj Britvici, ali i ostalim krajevima oko Širokog Brijega su iz 1867.

## Crkve i spomenici
Crkva Isusa Dobrog Pastira u Gornjoj Britvici je s gradnjom počela sa župnikom fra Dragom Čolakom, a provincijal hercegovačkih franjevaca provincije Uznesenja Blažene Djevice Marije sa sjedištem u Mostaru dr fra Ivan Sesar je 19. kolovoza 2007. godine blagoslovio novu crkvu Isusa Dobroga Pastira u Gornjoj Britvici; a rad na crkvi koju je započeo fra D. Čolak, nastavio je fra Franjo Mabić.